# Gyrinodon quassus
Gyrinodon quassus è un mammifero notoungulato estinto, appartenente ai tossodonti. Visse tra il Miocene superiore e il Pliocene medio (circa 7 - 4 milioni di anni fa) e i suoi resti fossili sono stati ritrovati in Sudamerica.

## Descrizione
Questo animale doveva avere la taglia di un odierno rinoceronte, al quale somigliava anche per corporatura e per aspetto. Come la maggior parte dei suoi stretti parenti, le dimensioni di Gyrinodon erano notevoli e superavano quelle degli altri mammiferi del suo habitat. La regione frontale del cranio passava tenuemente dentro la porzione anteriore della fossa temporale. I processi postorbitali erano molto ridotti. Al contrario di altre forme simili, né il margine superiore dell'orbita né il tetto della cavità nasale erano rigonfie. Gli incisivi superiori laterali erano ricurvi e andavano a comporre un arco di 180° o più. I primi due molari superiori erano dotati di un piccolo metalofo, mentre il terzo molare era dotato di un lungo ectolofo concavo, ma era privo di metalofo. La sinfisi della mandibola non superava il secondo molare inferiore. Il terzo molare inferiore era sprovvisto di una seconda piega posteriore nello smalto della superficie linguale.

## Classificazione
Gyrinodon quassus venne descritto per la prima volta da Hopwood nel 1928, sulla base di resti fossili ritrovati in terreni del Pliocene inferiore in Venezuela. Altri fossili attribuiti a questa specie vennero in seguito rinvenuti in Brasile in terreni risalenti al Miocene superiore, e resti attribuiti a Gyrinodon provengono anche dal ben noto giacimento venezuelano di Urumaco.
Gyrinodon è un membro dei tossodontidi, una famiglia di notoungulati tossodonti dalle forme pesanti e di grandi dimensioni; in particolare, sembra che Gyrinodon fosse una forma piuttosto derivata, all'interno di un clade comprendente anche l'affine Hoffstetterius e il ben noto Toxodon. 